# Антон Костов
 Тази статия е за дойранския революционер.  За пехчевския вижте Андон Костов (Пехчево).  
Антон или Андон Костов е български революционер, деец на Вътрешната македоно-одринска революционна организация.

## Биография
Костов е роден в 1873 година в град Дойран, тогава в Османската империя, в семейството на Коста Хаджи Абаджи (1828 – 1896) и Бена. Има братя Георги и Иван, и сестра Мария. Завършва в 1892 година със седмия випуск Солунската българска мъжка гимназия и става учител.
Като учител в родния си град през 1894 година получава писмо от своя съученик от гимназията Гоце Делчев за основаване на комитет на ВМОРО. През август 1895 година Делчев лично основава комитета в Дойран, а Костов е избран за негов ръководител. Тази длъжност заема до 1898 година. След тази година учителства в Гевгели, Солун и други места. През 1901 година по време на Солунската афера е арестуван и заточен в Подрум кале, Мала Азия. Амнистиран е през март 1903 година.
В 1910 г. е главен учител в Гевгелийското българско училище.
Жени се за Деспина Каневчева, учителка в Сяр, която също е деятелка на ВМОРО.
След войните е председател на Бургаското македонско благотворително братство.
- Протокол от заседание на учителския комитет при Гевгелийското училище с подписа на главния учител А. Костов и председателя на общината К. Саев, с. 1
- Протокол <...> с. 2
- Протокол <...> с. 3